# Matang Kunyet
Matang Kunyet is een bestuurslaag in het regentschap Aceh Timur van de provincie Atjeh, Indonesië. Matang Kunyet telt 273 inwoners (volkstelling 2010).